# Lijst van voetbalinterlands Duitsland - Schotland
Deze lijst van voetbalinterlands is een overzicht van alle officiële voetbalwedstrijden tussen de nationale teams van (West-)Duitsland en Schotland. De landen speelden tot op heden achttien keer tegen elkaar. De eerste ontmoeting, een vriendschappelijke wedstrijd, werd gespeeld op 1 juni 1929 in Berlijn. Het laatste duel, een groepswedstrijd tijdens het Europees kampioenschap voetbal 2024, vond plaats in München op 14 juni 2024.

## Wedstrijden
| №  | Plaats     | Datum             | Competitie           | Wedstrijd                  | Uitslag |
| -- | ---------- | ----------------- | -------------------- | -------------------------- | ------- |
| 1  | Berlijn    | 1 juni 1929       | Vriendschappelijk    | Duitsland – Schotland      | 1 – 1   |
| 2  | Glasgow    | 14 oktober 1936   | Vriendschappelijk    | Schotland – Duitsland      | 2 – 0   |
| 3  | Stuttgart  | 22 mei 1957       | Vriendschappelijk    | West-Duitsland – Schotland | 1 – 3   |
| 4  | Glasgow    | 6 mei 1959        | Vriendschappelijk    | Schotland – West-Duitsland | 3 – 2   |
| 5  | Hannover   | 12 mei 1964       | Vriendschappelijk    | West-Duitsland – Schotland | 2 – 2   |
| 6  | Glasgow    | 16 april 1969     | WK 1970 kwalificatie | Schotland – West-Duitsland | 1 – 1   |
| 7  | Hamburg    | 22 oktober 1969   | WK 1970 kwalificatie | West-Duitsland – Schotland | 3 – 2   |
| 8  | Glasgow    | 14 november 1973  | Vriendschappelijk    | Schotland – West-Duitsland | 1 – 1   |
| 9  | Frankfurt  | 27 maart 1974     | Vriendschappelijk    | West-Duitsland – Schotland | 2 – 1   |
| 10 | Querétaro  | 8 juni 1986       | WK 1986              | West-Duitsland – Schotland | 2 – 1   |
| 11 | Norrköping | 15 juni 1992      | EK 1992              | Duitsland – Schotland      | 2 – 0   |
| 12 | Glasgow    | 24 maart 1993     | Vriendschappelijk    | Schotland – Duitsland      | 0 – 1   |
| 13 | Bremen     | 28 april 1999     | Vriendschappelijk    | Duitsland – Schotland      | 0 – 1   |
| 14 | Glasgow    | 7 juni 2003       | EK 2004 kwalificatie | Schotland – Duitsland      | 1 – 1   |
| 15 | Dortmund   | 10 september 2003 | EK 2004 kwalificatie | Duitsland – Schotland      | 2 – 1   |
| 16 | Dortmund   | 7 september 2014  | EK 2016 kwalificatie | Duitsland – Schotland      | 2 – 1   |
| 17 | Glasgow    | 7 september 2015  | EK 2016 kwalificatie | Schotland – Duitsland      | 2 – 3   |
| 18 | München    | 14 juni 2024      | EK 2024              | Duitsland – Schotland      | 5 – 1   |

## Samenvatting
| Competitie        | Totaal gespeeld | Winst Duitsland | Gelijk | Winst Schotland | Doelsaldo Duitsland – Schotland |
| ----------------- | --------------- | --------------- | ------ | --------------- | ------------------------------- |
| WK-eindronde      | 1               | 1               | 0      | 0               | 2 − 1                           |
| WK-kwalificatie   | 2               | 1               | 1      | 0               | 4 − 3                           |
| EK-eindronde      | 2               | 2               | 0      | 0               | 7 − 1                           |
| EK-kwalificatie   | 4               | 3               | 1      | 0               | 8 − 5                           |
| Vriendschappelijk | 9               | 2               | 3      | 4               | 10 − 14                         |
| Totaal            | 18              | 9               | 5      | 4               | 31 − 24                         |

Wedstrijden bepaald door strafschoppen worden, in lijn met de FIFA, als een gelijkspel gerekend.

## Details

### Zestiende ontmoeting
| EK 2016 kwalificatie (scheidsrechter Svein Oddvar Moen, Dortmund, 7 september 2014):                                                                            |              | |
| Duitsland | 2 – 1        | Schotland |
| Thomas Müller 18' Thomas Müller 70' | goals        | 66' Ikechi Anya |
| Joachim Löw | bondscoach   | Gordon Strachan |
| Manuel Neuer Jérôme Boateng Benedikt Höwedes Erik Durm Toni Kroos Sebastian Rudy Marco Reus 90+2' Mario Götze Christoph Kramer Thomas Müller André Schürrle 84' | opstellingen | David Marshall Alan Hutton Steven Whittaker Charlie Mulgrew Russell Martin Grant Hanley James Morrison 58' Darren Fletcher 58' Barry Bannan 82' Steven Naismith Ikechi Anya |
| Lukas Podolski 84' Matthias Ginter 90+2' | wissels      | 58' James McArthur 58' Steven Fletcher 82' Shaun Maloney |
| Erik Durm 72' Thomas Müller 90+4' | gele kaarten | 50' Grant Hanley 75' James Morrison |
| | rode kaarten | 90+1', 90+3' Charlie Mulgrew |

### Zeventiende ontmoeting
| EK 2016 kwalificatie (scheidsrechter Björn Kuipers, Glasgow, 7 september 2015):                                                                                          |              | |
| Schotland | 2 – 3        | Duitsland |
| Mats Hummels 28' (e.d.) James McArthur 43' | goals        | 18' Thomas Müller 43' Thomas Müller 54' İlkay Gündoğan |
| Gordon Strachan | bondscoach   | Joachim Löw |
| David Marshall Alan Hutton Charlie Mulgrew Russell Martin Shaun Maloney 60' Scott Brown 81' James McArthur Grant Hanley James Morrison James Forrest 81' Steven Fletcher | opstellingen | Manuel Neuer Jérôme Boateng Mats Hummels Jonas Hector Bastian Schweinsteiger 90+2' Mesut Özil Toni Kroos İlkay Gündoğan 86' Mario Götze Emre Can Thomas Müller |
| Ikechi Anya 60' Chris Martin 81' Matt Ritchie 81' | wissels      | 86' André Schürrle 90+2' Christoph Kramer |
| James Morrison 55' Shaun Maloney 58' | gele kaarten | |